# Автошлях Т 1645
Автошля́х Т 1645 — колишній автомобільний шлях територіального значення в Одеській області. Проходив територією Тарутинського та Арцизького районів від перетину з Т 1644 через Виноградівку—Нову Іванівку до перетину з E87. Загальна довжина — 55,4 км.

## Маршрут
Автошлях проходить через такі населені пункти:
| Автошлях Т 1645    |        |
| Одеська область    |        |
| Тарутинський район |        |
|                    | Т 1644 |
| Виноградівка       |        |
| Ярове              |        |
| Арцизький район    |        |
| Нова Іванівка      |        |
|                    | Т 1608 |
| Аліяга             |        |
|                    | E87М15 |